# Enoplocerus armillatus
Capricornes, Longicornes
Espèce
Enoplocerus armillatus est une espèce de capricornes appartenant à la famille des Cerambycidae et à la sous-famille des Prioninae.

## Synonyme
- Callipogon armillatus Linnaeus, 1767

## Description
Enoplocerus armillatus montre un dimorphisme important. C'est aussi le cérambycidé le plus grand. Les femelles atteignent une longueur de 70 à 80 mm et les mâles de 110 à 120 mm, mais des spécimens de plus de 150 mm ont été capturés. Les mâles ont de grandes mandibules impressionnantes. Cette espèce est aussi caractérisée par ses antennes noires extrêmement longues, ses élytres marron clair, ses pattes plutôt épaisses et quatre pointes des deux côtés du prothorax. C'est un insecte diurne et frugivore.

## Distribution
Cette espèce se trouve dans certaines régions de forêt en Argentine, Colombie, Guyane française, Guyana, Venezuela, Trinidad et Tobago, Équateur, Pérou, Brésil, Bolivie, Paraguay, Panama et Suriname.

## Habitat
Enoplocerus armillatus préfère des zones sèches ou partiellement humides, jusqu'à environ 1 200 mètres d'altitude.

## Illustrations

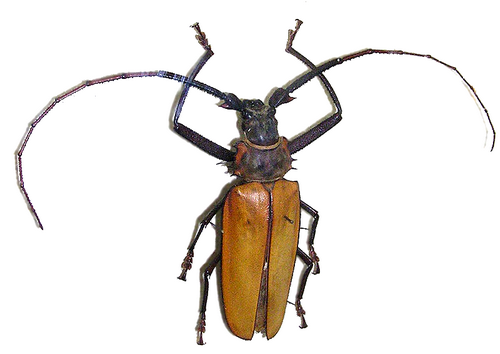
Enoplocerus armillatus au Musée zoologique de Saint-Pétersbourg
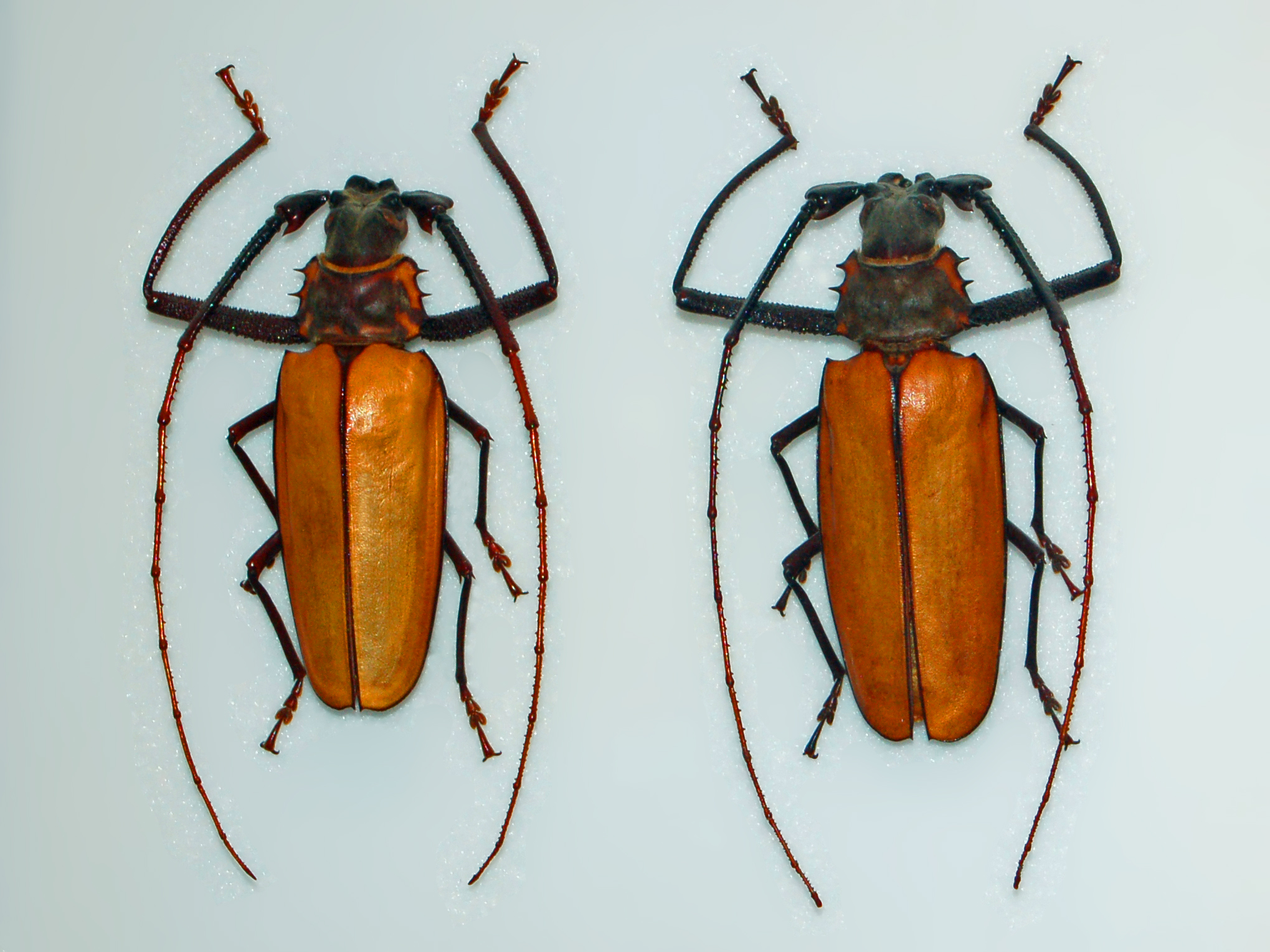
Enoplocerus armillatus à l'Insectarium de Montréal